# Mamoea monticola
Mamoea monticola är en spindelart som beskrevs av Forster och Wilton 1973. Mamoea monticola ingår i släktet Mamoea och familjen Amphinectidae. Inga underarter finns listade i Catalogue of Life.